# پیتسولی

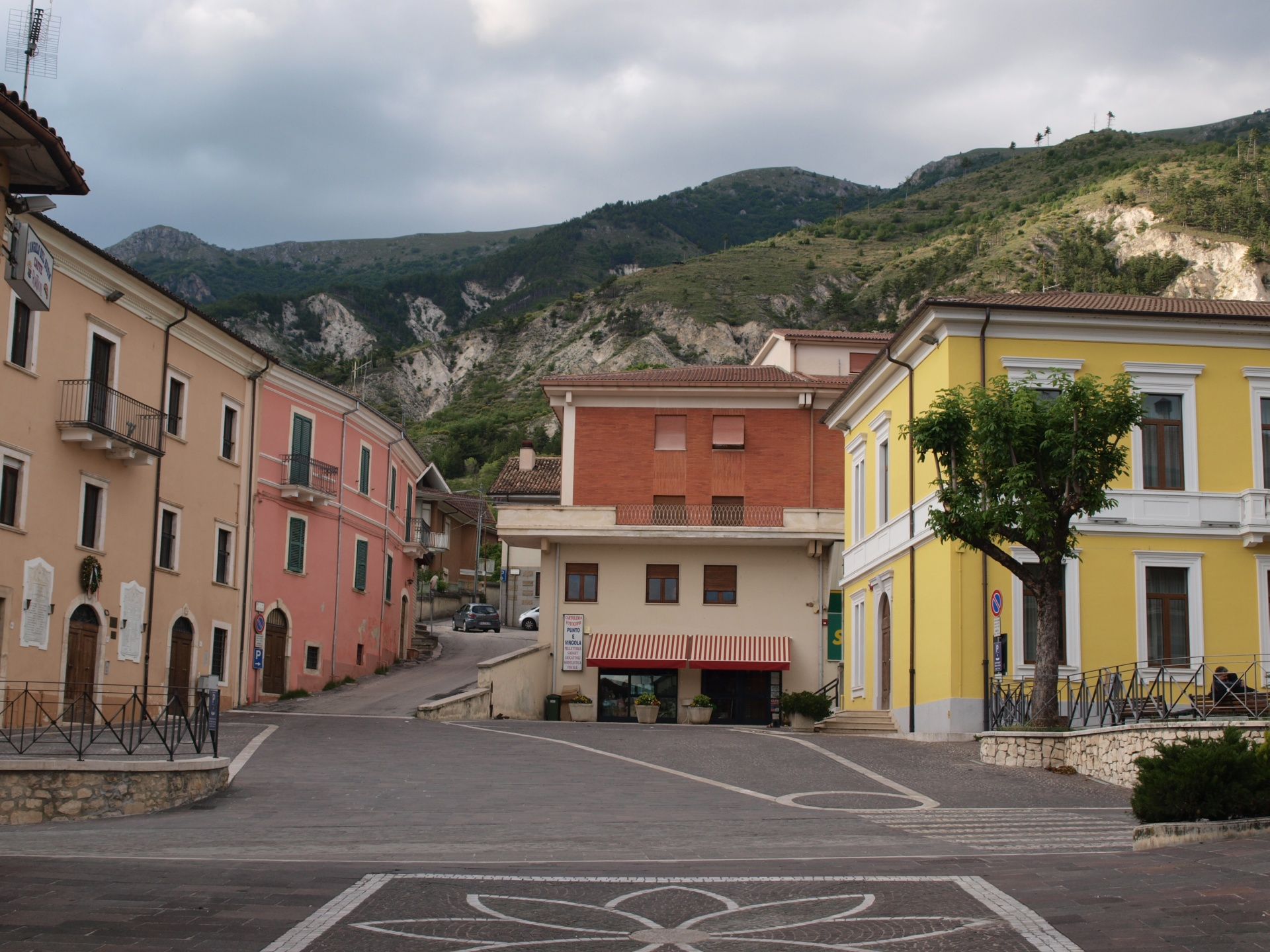
پیتزا فروشی پیزولی در میدان اصلی پیزولی قرار دارد

پیتسولی (به ایتالیایی: Pizzoli) یک کومونه در ایتالیا است که در استان لاکویلا واقع شده‌است.

## خصوصیات
پیتسولی ۵۶٫۱۵ کیلومترمربع مساحت و ۳٬۶۱۶ نفر جمعیت دارد و ۷۴۰ متر بالاتر از سطح دریا واقع شده‌است.

## خواهرخوانده
شهرهای ورنیو و Carpino خواهرخوانده‌های پیتسولی هستند.